# Rtyně nad Bílinou
Rtyně nad Bílinou település Csehországban, Teplicei járásban. Rtyně nad Bílinou Modlany, Bystřany, Bžany, Bořislav, Žalany és Řehlovice településekkel határos. Lakosainak száma 835 fő (2024. január 1.).

## Népesség
A település lakosságának változását az alábbi diagram mutatja:
| Lakosok száma | 979  | 1402 | 1922 | 1143 | 858  | 792  | 790  | 790  | 795  | 835  |
|               | 1869 | 1900 | 1921 | 1961 | 1980 | 2011 | 2016 | 2019 | 2021 | 2024 |